# 朱塞佩·富里诺
朱塞佩·富里诺（義大利語：Giuseppe Furino，1946年7月5日—），意大利男子足球运动员，场上位置是中场。他曾代表意大利国家队参加1970年国际足联世界杯，结果获得亚军。